# Премія «Люм'єр» (18-та церемонія)
18-та церемонія вручення Премії Люм'єр французької Академії Люм'єр відбулася 18 січня 2013 року у Парижі. Церемонія проходила під головуванням Вікторії Абріль. Фільм Кохання отримав перемогу як «Найкращий фільм». Найбільшу кількість перемог (3) отримав фільм Кохання — як найкращий фільм та у номінаціях «Найкращий актор» та «Найкраща акторка». Фільм Камілла роздвоюється був номінований у найбільшій кількості категорій — 6.

## Переможці та номінанти
Переможців у списку виділено жирним.
| Найкращий фільм | Найкращий режисер |
| --- | --- |
| Кохання - Іржа та кістка - Прощавай, моя королево - Камілла роздвоюється - Корпорація «Святі мотори» | Жак Одіар — Іржа та кістка - Ноемі Львовскі — Камілла роздвоюється - Міхаель Ганеке — Кохання - Леос Каракс — Корпорація «Святі мотори» - Сиріл Меннегун — Луїза Віммер                                       |
| Найкращий актор | Найкраща акторка |
| Жан-Луї Трентіньян — Кохання - Дені Лаван — Корпорація «Святі мотори» - Ґійом Кане — Чудове життя - Жеремі Реньє — Мій шлях - Матіас Шонартс — Іржа та кістка | Еммануель Ріва — Кохання - Катрін Фро — Повар для Президента - Ноемі Львовскі — Камілла роздвоюється - Маріон Котіяр — Іржа та кістка - Коріна Масьєро — Луїза Віммер                                         |
| Найперспективніший актор | Найперспективніша акторка |
| Ернст Умоєр — У будинку - Стефан Соо Монго — Утримуватися - П'єр Ніне — Як брати - Махмуд Шалабі — Пляшка в океані - Клеман Метеє — Щось у повітрі | Жулія Фор, Жудіт Шемла та Індія Ер — Камілла роздвоюється - Агата Бонітьзер — Пляшка в океані - Стефані Соколінськи — Августина - Софія Мануша — Чорний колір (тобі) вам личить - Ізія Іжлен — Погана дівчина |
| Найкращий сценарій | Найкращий франкомовний фільм |
| Іржа та кістка — Жак Одіар та Тома Бідеґен - Пляшка в океані — Т'єррі Біністі та Валері Зенатті - Прощавай, моя королево — Бенуа Жако та Жиль Торан - Камілла роздвоюється — Флоранс Сево, Мод Амлін та П'єр-Олів'є Маттей - Корпорація «Святі мотори» — Леос Каракс | Пірога — Сенегал - Месьє Лазар — Канада - Лоранс у будь-якому випадку — Канада - Сестра — Швейцарія - Після любові — Бельгія Франція                                                                          |
| Спеціальний Приз журі | Найкращий оператор |
| Камілла роздвоюється — Ноемі Львовскі | Антуан Еберле — Спадщина та За кілька годин до весни |
| Почесна премія | |
| Клаудія Кардинале | |